# Classe Mini
La Classe Mini és una embarcació de vela, monocasc, anomenat "Mini". Aquesta classe de velers s'utilitza durant les regates, en particular per a la Mini Transat o Transat 6.50. La classe Mini es divideix entre vaixells de producció i prototips.

## Història
La classe Mini es va crear arran de l'organització de la primera Mini Transat al 1977. Aquesta fou una regata individual, creada per l'anglès Bob Salmon, en reacció a la disbauxa de mitjans invertits a les grans regates tradicionals. Salmon creà una embarcació de 6,50m d'eslora per creuar l'Atlàntic en solitari, i anomenà a aquesta regata transatlàntica, Mini Transat, per designar la mida molt petita dels vaixells.
A poc a poc, i a mesura que es multiplicaven les curses de velers de 6,50, els patrons es van organitzar i al 1984 van crear l'associació jurídica de "Vaixells 6.50", que va reunir els regatistes, va definir les regles de l'ample i va passar a organitzar Mini Transat.

## Vaixells
Els vaixells de la classe Mini es divideixen entre prototips i de producció. Les regates tenen dues classificacions, una per a cada tipus de vaixell.
Per ser aprovat, un vaixell de producció, a més de complir totes les especificitats dels Minis, hauria tenir una producció mínima de deu vaixells estrictament idèntics i produïts pel mateix cap projecte.
Els prototips són embarcacions que compleixen uns requisits mínims, però que es poden actualitzar i modificar per millorar el seu rendiment.
Aquesta obertura a la innovació ha convertit la classe Mini en un laboratori constant d'innovacions. En general, s'han provat moltes millores en mini abans d'aplicar-los a velers més grans.

### Mesures
Els detalls de l'indicador de classe mini són establerts pel comitè tècnic de la classe. S'actualitza per aplicar-lo l'1 de gener de l'any. Les principals característiques de l'indicador el 2020 són les següents per als prototips:
- Dimensions generals: la longitud excloent els apèndixs no ha de superar els 6,50 metres. La mànega ha de ser inferior a 3 metres. El calat no pot superar els 2 metres. La guinda no ha de superar els 12 metres. El francbord ha de fer almenys 75 centímetres.
- Veles: el regatista no pot tenir més de 7 veles amb l'obligació de portar un turmentí.
- Buc: es permet un màxim de 400 quilograms d'aigua de llast. Els apèndixs (foils,[1] pales del timó, ...) poden ser mòbils però no han de superar les dimensions fixades per al casc.
- Seguretat: cal instal·lar una mampara estanca de col·lisió a popa de proa amb una escotilla que permeti inspeccionar el compartiment. Els reposapeus s'han d'instal·lar als laterals de la coberta des de la proa fins a la popa. Cal instal·lar una portella de supervivència a popa. L'embarcació ha d'incloure un balcó davanter i posterior i dues línies de vida. L'embarcació ha d'incloure reserves de flotabilitat d'un volum mínim de 1200 litres distribuïts a quatre indrets.